# نیروی خالص

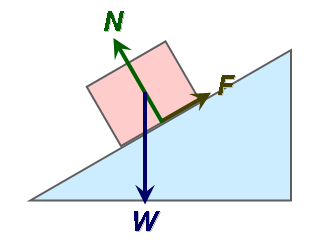
A free body diagram of a block resting on a rough inclined plane, with its weight (W), normal reaction (N) and friction (F) shown.

نیروی خالص (انگلیسی: Net force) در مکانیک، مجموع تمام نیروهای وارد بر یک جسم است. به عنوان مثال، اگر دو نیرو بر جسمی در جهت مخالف وارد شوند و یک نیرو از دیگری بزرگتر باشد، نیروها را می‌توان با نیروی واحدی جایگزین کرد که آن نتیجه یا تفاوت نیروی بزرگتر و کوچکتر است. آن نیرو همان نیروی خالص است.
وقتی نیروها بر جسمی وارد می‌شوند، شتاب آن را تغییر می‌دهند. نیروی خالص اثر ترکیبی همه نیروها بر شتاب جسم است که توسط قانون دوم حرکت نیوتن توضیح داده شده است.
هنگامی که نیروی خالص در یک نقطهٔ خاص روی یک جسم اعمال می‌شود، گشتاور نیروی مربوط را می‌توان محاسبه کرد. مجموع نیروی خالص و گشتاور نیروی حاصله نامیده می‌شود که باعث می‌شود جسم به همان شکلی بچرخد که تمام نیروهای وارده بر آن در صورت اعمال جداگانه، می‌چرخد.